# Michael Malarkey

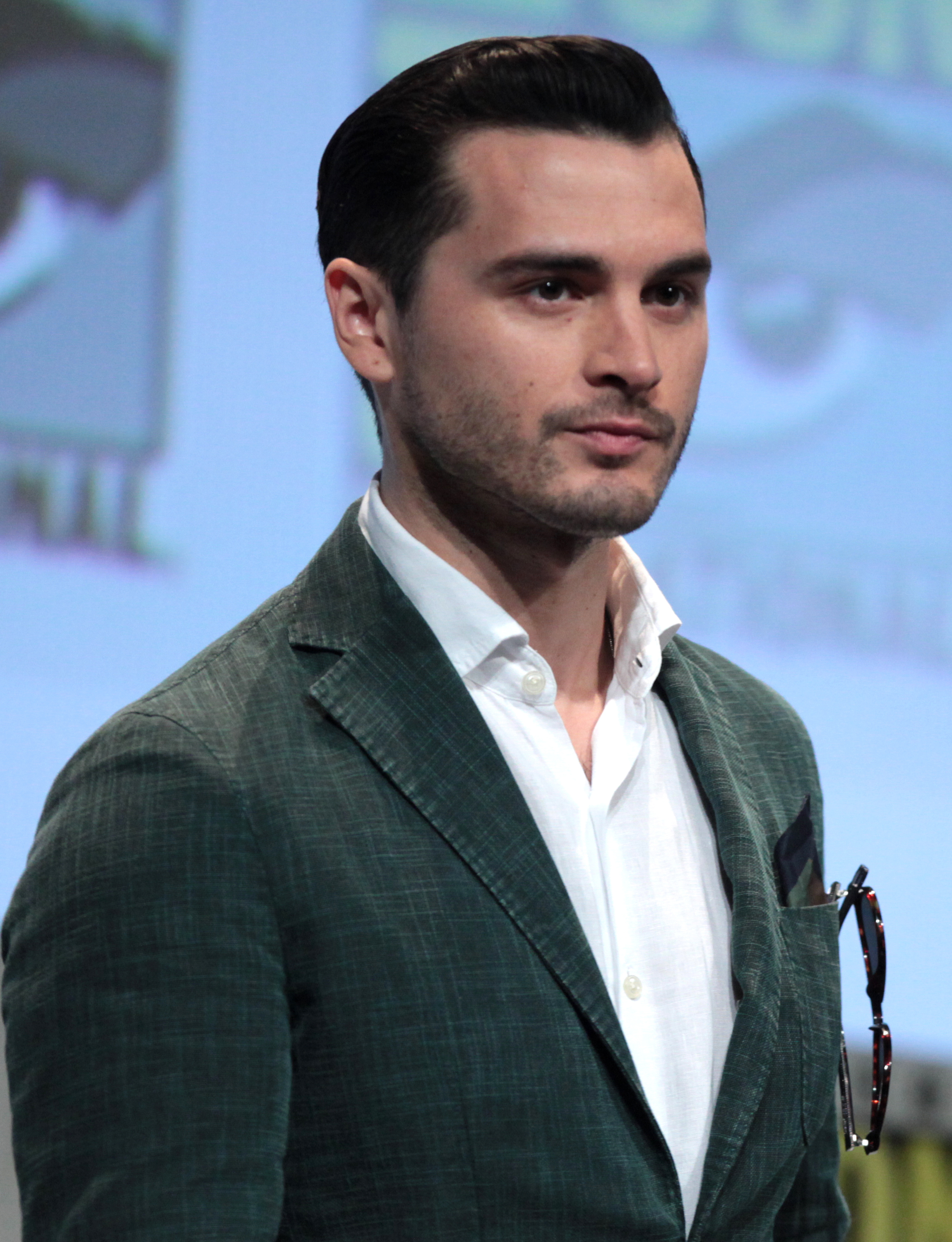
Michael Malarkey auf der San Diego Comic Con 2015

Michael Malarkey (* 21. Juni 1983 in Beirut, Libanon) ist ein US-amerikanischer Schauspieler und Singer-Songwriter.

## Leben und Karriere
Michael Malarkey wurde im Juni 1983 in  Beirut, Libanon, als Sohn eines irisch-amerikanischen Vaters und einer englischen Mutter geboren. Die Familie zog in die Vereinigten Staaten, in denen er in Yellow Springs, Ohio, aufwuchs. 2006 zog er nach London, um an der London Academy of Music and Dramatic Art zu studieren.
Seine erste Schauspielerfahrungen machte er in den Dokumentations-Fernsehserien Entdecke! und Die dunkle Seite der Wissenschaft. Nebenbei war er auch noch in einigen Kurzfilmen und Theaterstücken vertreten. 2013 erhielt er die Hauptrolle des Prince Maxon in dem The-CW-Pilotfilm The Selection, der auf dem gleichnamigen Roman von Kiera Cass basiert. Als jedoch aus dem Piloten keine Serie wurde, bekam er die Rolle des Anthony in der irischen Fernsehserie Raw. Bekannt wurde er durch die Rolle des Enzo in Vampire Diaries, in der er seit Dezember 2013 zu sehen ist. Die Rolle war zunächst auf eine Nebenrolle ausgelegt, wurde jedoch mit der Bestellung einer sechsten Staffel zu einer Hauptrolle ausgebaut.
Im September 2014 veröffentlichte Malarkey seine erste Single Feed the Flames, die auch auf der gleichnamigen EP enthalten ist, welche am 12. Oktober 2014 erschienen ist. Am 8. September 2017 erschien sein Album „Mongrels“, dessen erste Auskopplung Uncomfortably Numb ist.
Seit 2009 ist Malarkey mit der Schauspielerin Nadine Lewington verheiratet.

## Filmografie
- 2009: Good morning Rachel (Kurzfilm)
- 2011: Entdecke! (Curiosity, Fernsehserie, Episode 1x04)
- 2012: Die dunkle Seite der Wissenschaft (Dark Matters: Twisted But True, Fernsehserie, 2 Episoden)
- 2013: Raw (Fernsehserie, 4 Episoden)
- 2013: Impirioso
- 2013–2017: Vampire Diaries (The Vampire Diaries, Fernsehserie)
- 2019: A violent separation
- 2019–2020: Project Blue Book (Fernsehserie)
- 2024: The Night Agent (Fernsehserie, 2. Staffel)
- 2024: Dead Money

## Diskografie

### Singles
- 2014: Feed the Flames
- 2015: Dancing in the Grey
- 2017: Scars
- 2017: Mongrels
- 2017: Dogdream
- 2017: Uncomfortably Numb
- 2017: I just want you
- 2019: Captain Solitaire
- 2019: Graveracer
- 2019: Shake the Shiver
- 2020: Green Light/The Hero Shot
- 2022: Strays
- 2022: Thunder at Sea
- 2022: Bodybag